# Radomicko (Grande-Pologne)
Pour les articles homonymes, voir Radomicko.
Radomicko (prononciation : [radɔˈmit͡skɔ]) est un village polonais de la gmina de Lipno dans le powiat de Leszno de la voïvodie de Grande-Pologne dans le centre-ouest de la Pologne.
Il se situe à environ 5 kilomètres au nord-ouest de Lipno (siège de la gmina), à 12 kilomètres au nord de Leszno (siège du powiat) et à 57 kilomètres au sud-ouest de Poznań (capitale régionale).
Le village possédait une population de 314 habitants en 2009.

## Histoire
De 1975 à 1998, le village faisait partie du territoire de la voïvodie de Leszno.

Depuis 1999, Radomicko est situé dans la voïvodie de Grande-Pologne.